# Ruttanapon Sowan
Ruttanapon Sowan (né le 10 janvier 1994) est un athlète thaïlandais, spécialiste du sprint.
Il participe au relais medley lors des Championnats du monde jeunesse 2011. Il devient champion d’Asie junior 2012 sur relais 4 × 100 m.
Il remporte comme premier relayeur la médaille d’or du relais 4 × 100 m lors des Championnats d’Asie 2019, après avoir battu en série, avec ses coéquipiers Bandit Chuangchai, Jirapong Meenapra et Siripol Punpa, le record national en 38 s 72.